# Sinfonie in C (Haydn)
Die Sinfonie C-Dur stellte Joseph Haydn wahrscheinlich um 1773/74 aus teils vorhandenen Sätzen zusammen. Die ersten beiden Sätze entstammen einer Opernouvertüre, die letzten beiden wurden früher der Sinfonie Nr. 63 zugeordnet. Das Werk ist in dieser Satzkombination nicht im Hoboken-Verzeichnis unter den Sinfonien Haydns aufgeführt.

## Allgemeines

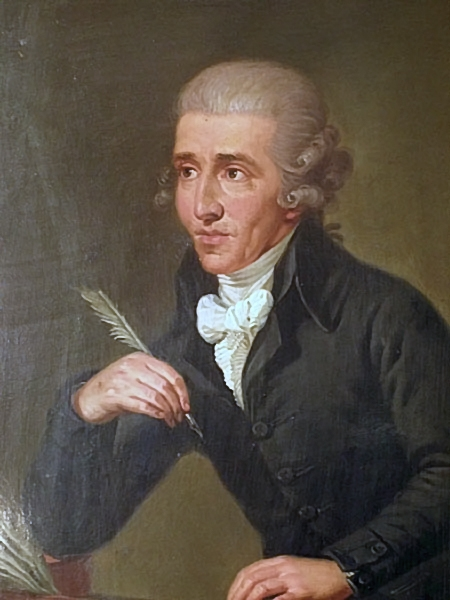
Joseph Haydn (Gemälde von Ludwig Guttenbrunn, um 1770)

Der vierte Satz (Prestissimo) war von Haydn zunächst als Schlusssatz für die 1778/79 fertiggestellte Sinfonie Nr. 63 vorgesehen. Er ist in einer Berliner Partitur zusammen mit einem Menuett überliefert. Diese beiden Sätze wurden – zurückgehend auf die Auffassung von Howard Chandler Robbins Landon – zusammen mit der Ouvertüre zur Oper Il mondo della luna von 1777 und dem mit „Roxelane“ überschriebenen Variationssatz als „erste Fassung“ der Sinfonie Nr. 63 in Taschenpartituren veröffentlicht und waren Gegenstand mehrerer Literaturkritiken und einiger Einspielungen. Die angeblich umgearbeitete „zweite Version“ der Sinfonie Nr. 63 wurde gegenüber der „ersten Version“ aufgrund der reduzierten Instrumentierung (Fehlen von Trompeten und Pauken) sowie der als leichter bis oberflächlicher angesehenen Sätze 3 und 4 kritisiert. Die angebliche Umarbeitung zu Version 2 wurde als Anpassung an Verbreitungsmöglichkeiten und schnellen Erfolg beim Publikum interpretiert.
Die „erste Fassung“ der Sinfonie Nr. 63 wird in der vom Joseph Haydn – Institut Köln herausgegebenen Gesamtausgabe als „eine hypothetische Zusammenstellung von Sätzen“ angesehen, „die so kaum existiert haben dürfte“. Inzwischen wird davon ausgegangen, dass Haydn Menuett und Prestissimo der Berliner Partitur verwendete, um die beiden ersten Sätze der dreisätzigen Ouvertüre Hoboken-Verzeichnis Ia:1 (nach derzeitigem Wissensstand Ouvertüre zur Oper L’infedeltà delusa, Die vereitelte Untreue von 1773) zur Sinfonie zu vervollständigen. Sie ist in der Werkausgabe vom Joseph-Haydn-Institut Köln als „Sinfonie in C“ veröffentlicht.
Menuett und Prestissimo sind auf einem Papier geschrieben, das Haydn zwischen 1769 und 1773 verwendete. Einige stilistische Merkmale erinnern an die C-Dur-Sinfonien Nr. 38 und Nr. 48, die wahrscheinlich 1767 bzw. 1769 entstanden waren. Andere Eigenschaften wie die Länge des Finales und dessen Tempobezeichnung „Prestissimo“ deuten eher auf eine Entstehungszeit um 1773/74 hin. Insgesamt dürften Menuett und Prestissimo nach Papierfund, Besetzung und Stil spätestens 1774 entstanden sein.
Unklar ist, ob Haydn die Sinfonie für eine Aufführung am Hofe von Esterházy vorgesehen hatte, oder ob das Werk in einem anderen Kontext aufgeführt wurde. Ein Indiz, dass die Sinfonie in einem anderen Kontext aufgeführt wurde, ist die Aufführung des Incipits in einem Katalog von Franz Bernhard Ritter von Keeß, ein mit Haydn befreundeter Sammler. Das Incipit steht dort neben solchen von Sinfonien aus den Jahren 1767 bis 1774. 1774 muss also bereits eine Sinfonie vorgelegen haben, die mit dem Ouvertürensatz beginnt. Vermutlich besaß Keeß eine Abschrift des Werkes. Möglich als Anlass für die Sinfonie ist auch eine Bestellung auch Spanien, wie die ausschließliche Überlieferung des Werkes durch spanische Abschriften nahelegen könnte. Nach Spanien unterhielt Haydn Geschäftsbeziehungen, über die nur wenig bekannt ist. U. a. erfüllte Haydn Mitte der 1780er Jahre mit der Instrumentalmusik über „Die sieben letzten Worte unseres Erlösers am Kreuz“ den Auftrag eines wohlhabenden Priesters aus Cadiz. Als Zeitspanne für die Lieferung der Sinfonie nach Spanien kommen die Jahre 1775 bis 1782 in Betracht. Gegen die Vermutung, dass Haydn die Sinfonie speziell für eine Bestellung aus Spanien zusammenstellte, spricht allerdings die Besetzung: Obwohl Menuett und Finale im Berliner Teilautograph Stimmen für Pauken und Trompeten enthalten, sind diese nicht in spanischen Abschriften aufgeführt.
Die beiden ersten Sätze der Sinfonie wurden 1783 bei Artaria veröffentlicht, dort jedoch um ein wahrscheinlich von Ignaz Pleyel stammendes Finale ergänzt.

## Zur Musik
Besetzung:  zwei Oboen, zwei Hörner, zwei Trompeten, Pauken, zwei Violinen, Viola, Cello, Kontrabass. Zur Verstärkung der Bass-Stimme wurden damals auch ohne gesonderte Notierung ein Fagott eingesetzt. Über die Beteiligung eines Cembalo-Continuos in Haydns Sinfonien bestehen unterschiedliche Auffassungen. Die im Katalogeintrag von Keeß (siehe oben) für den ersten Satz genannten Trompeten sind nicht überliefert, wurden aber wahrscheinlich bei dem großen Orchester, über das Keeß verfügte, häufig eingesetzt und können daher im Zusammenhang mit einer Aufführung dort ergänzt worden sein. Eine Paukenstimme ist ebenfalls überliefert, ihre Authentizität aber unsicher.
Aufführungszeit:  ca. 20 Minuten (je nach Einhalten der vorgeschriebenen Wiederholungen).
Bei den hier benutzten Begriffen der Sonatensatzform ist zu berücksichtigen, dass dieses Schema in der ersten Hälfte des 19. Jahrhunderts entworfen wurde (siehe dort) und von daher nur mit Einschränkungen auf vorliegende Sinfonie komponiertes Werk übertragen werden kann. – Die hier vorgenommene Beschreibung und Gliederung der Sätze ist als Vorschlag zu verstehen. Je nach Standpunkt sind auch andere Abgrenzungen und Deutungen möglich.

### Erster Satz: Allegro
C-Dur, 4/4-Takt, 140 Takte

### Zweiter Satz: Poco Adagio
G-Dur, 3/8-Takt, 94 Takte

### Dritter Satz: Menuetto. Allegretto
C-Dur, 3/4-Takt, mit Trio 58 Takte
Das Menuett beginnt mit zwei auftaktigen Wendungen (die erste forte aufsteigend, die zweite echoartig piano absteigend). Die aufsteigende Wendung wird variiert wiederholt, die absteigende dann auf ihre Quinte abwärts reduziert. Diese Quinte abwärts wird zu Beginn des zweiten Teils piano aufgegriffen, anschließend schraubt sich das Anfangsmotiv dreimal forte aufwärts, wiederum gefolgt von einer Passage mit den Quinten.
Das Trio steht ebenfalls in C-Dur und basiert auf einer einfachen Dominante-Tonika-Figur, die in verschiedenen, harmonisch unterschiedlichen Varianten auftritt. Bemerkenswert ist das Ende des Trios im Pianissimo: Plötzlicher Wechsel nach As-Dur über Es-Dur zu c-Moll.

### Vierter Satz: Finale. Prestissimo
C-Dur, 2/2-Takt (alla breve), 235 Takte

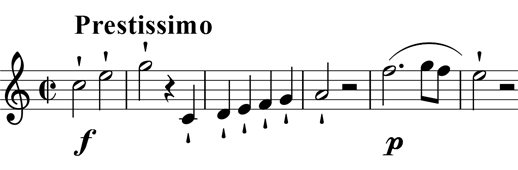
Beginn des Prestissimo mit Motiv A, B und Beginn von C

Der Satz beginnt mit drei Motiven / Bausteinen: Motiv A (aufsteigender C-Dur-Dreiklang, gesamtes Orchester, unisono), Motiv B (aufsteigende Reihe von sechs Vierteln, die eine Sexte ausfüllen, nur Streicher, unisono), Motiv C (zu den anderen Motiven kontrastierende, sangliche, achttaktige Bewegung der Violinen, piano). Motiv B und C werden wiederholt, letzteres als Variante mit Synkopen. Anschließend (Takt 28) setzen die Violinen piano mit einer Passage in der Dominante G-Dur ein, die mit dem „Anlauf“ von Motiv B beginnt und dann in eine sangliche Melodielinie ähnlich Motiv C übergeht, nun jedoch mit leichter Chromatik angereichert. Ab Takt 40 folgt forte eine Fortführung vom Anlauf-Motiv B, anfangs in den Oberstimmen, schließlich im Bass. Die Schlussgruppe (Takt 66 ff.) bringt zunächst eine pendelartige Piano-Bewegung (Motiv D) und schließt die Exposition fortissimo mit Akkordmelodik in G-Dur ab.
In der ausführlichen Durchführung (Takt 86–158) treten alle vorigen Motive A bis D in verschiedenen Klangfarben und Harmonien auf, so wechselt Haydn z. B. nach d-Moll, a-Moll, e-Moll und F-Dur.
Die Reprise (Takt 158 ff.) ist ähnlich der Exposition strukturiert, allerdings tritt das Anlaufmotiv B in Takt 174 abwärts statt aufwärts auf. Exposition sowie Durchführung und Reprise werden wiederholt.
Walter Lessing spricht beim Prestissimo von einer „zerklüfteten, von starken Kontrasten geprägten Schreibweise“.